# Abalá (Yucatán)
Esta página se refiere a una localidad. Para el municipio homónimo véase Abalá (municipio).
Abalá (del maya: abal há ‘jugo de ciruela’) es una localidad cabecera del municipio homónimo ubicada en el  del estado mexicano de Yucatán. Se encuentra en la Región 8 o Sur Poniente de tal estado. Tiene una altitud promedio de 17 m s. n. m. y se localiza a una distancia de 37 km de la ciudad capital del estado, la ciudad de Mérida.

## Toponimia
El nombre de Abalá (primitivamente Abalhá [pronúnciese "Abaljá"]) significa, literalmente, «lugar donde se toma el jugo (zumo) de ciruela», por derivarse de los vocablos mayas abal: ciruela y a', contracción de ja': agua.

## Galería

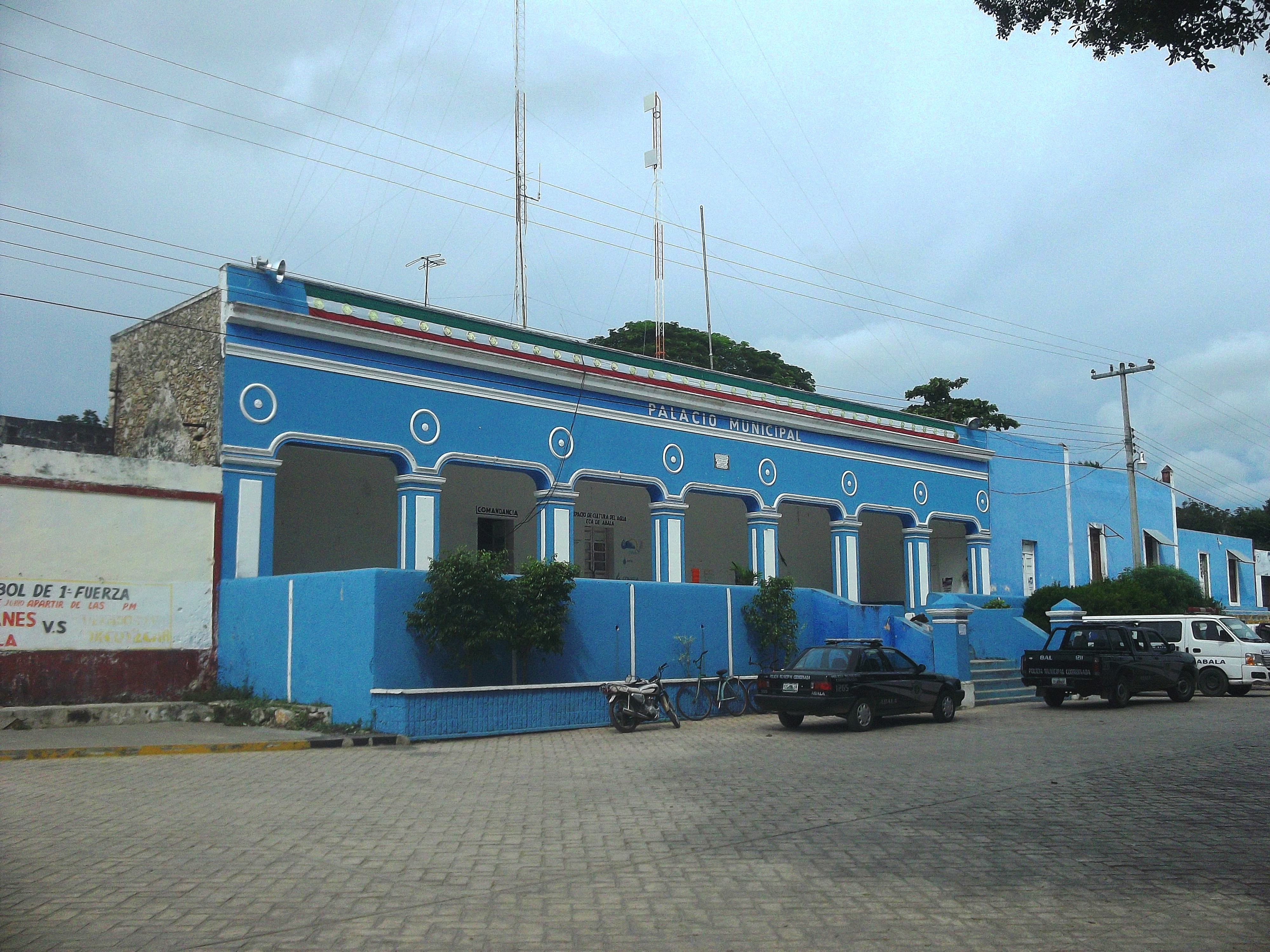
Palacio municipal.
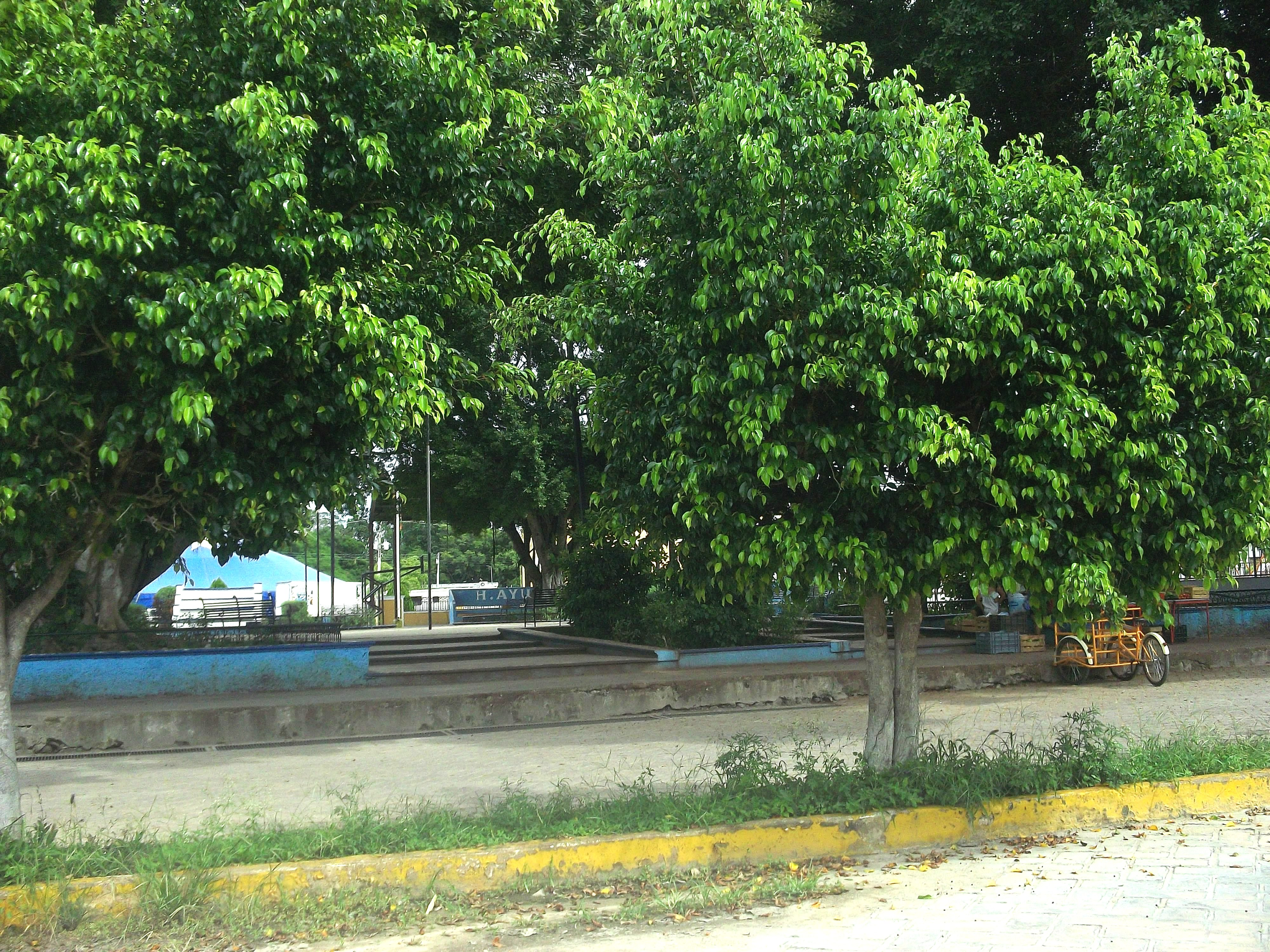
Parque principal.
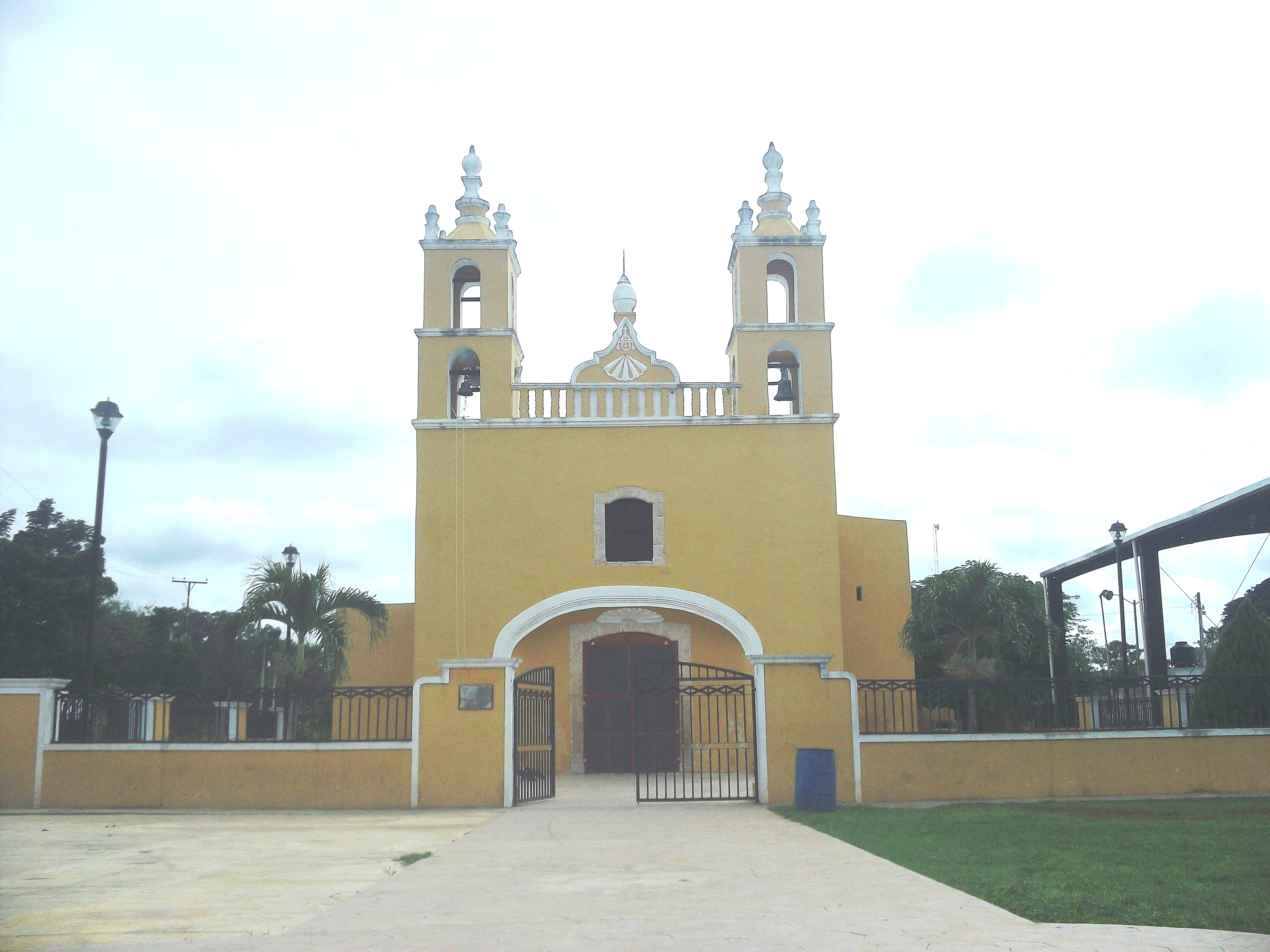
Iglesia.
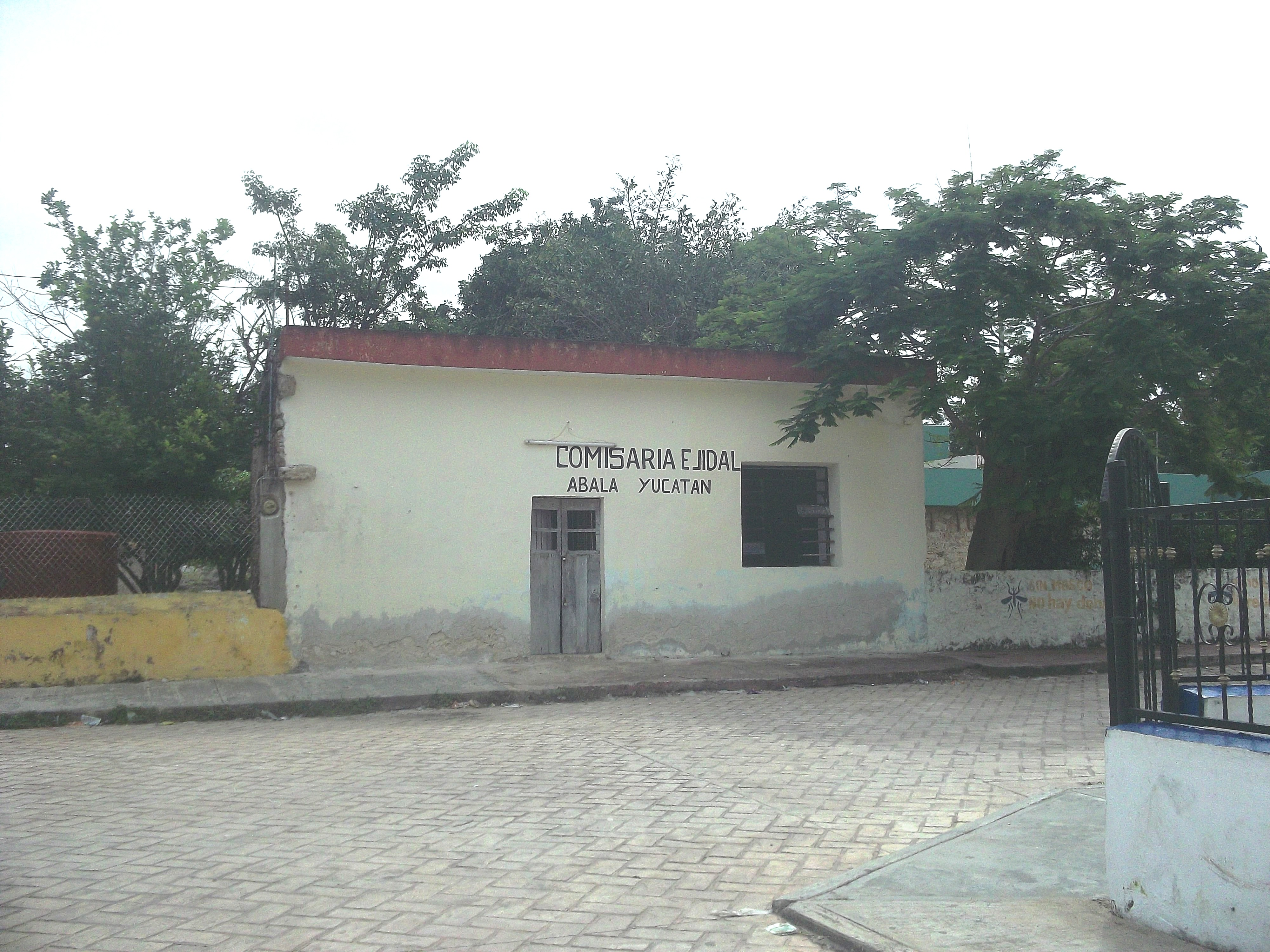
Casa ejidal.